# دانشکده پلیس ۴
دانشکده پلیس ۴: شهروندانِ گشت‌زن (انگلیسی: Police Academy 4: Citizens on Patrol) یک فیلم کمدی به کارگردانی «جیم دریک» است که در سال ۱۹۸۷ منتشر شد.

## بازیگران

### پرسنل دانشکدهٔ پلیس
- استیو گوتنبرگ
- بابا اسمیت
- دیوید گراف
- مایکل وینسلو
- تیم کازورینسکی
- لزلی ایستربروک
- ماریون رمزی
- برایان توچی
- لنس کینسی
- جرج ویلیام بیلی
- جرج گینز
- باب‌کت گولدث‌ویت
- جورج آر. رابرتسون

### شهروندانِ گشت‌زن (داوطلبان پلیس شهروندی)
- دیوید اسپید
- بیلی برد
- درک مک‌گرث
- برایان بکر
- کرین برر
- تب ثکر

### سایرین
- شارون استون
- تونی هاک
- آرتور بتنایدز
- استیو کابایرو
- تامی گره‌رو
- لنس ماونتین
- مایک مک‌گیل